# Ronald Steven Lauder
Ronald Steven Lauder (26 de febrero de 1944 en Nueva York) es un empresario estadounidense, coleccionista de arte, filántropo y activista político.

## Biografía y carrera
Nació en la Ciudad de Nueva York, hijo de Estée Lauder y Joseph Lauder, fundadores de la compañía Estée Lauder; él y su hermano Leonard Lauder fueron educados judíos. Realizó sus estudios medio superiores en el  Bronx High School of Science y obtuvo un título de Negocios Internacionales por la Escuela Wharton Escuela de la Universidad de Pensilvania. 
Estudió la carrera de Negocios Internacionales en la Universidad de París, y está casado con Jo Carole (Knopf) Lauder. Tienen dos hijos, Aerin y Jane. En 1964, empezó a trabajar para Estee Lauder Compañía y en 1984 se hizo Diputado Asistente de Defensa de Europa y de la OTAN en El Pentágono.
En 1986 Ronald Reagan le nombró embajador de EE. UU. en Austria, puesto en el que trabajó hasta el año de 1987. Como embajador, despidió al agente diplomático Felix Bloch, quien más tarde fue acusado de tener enlaces con Robert Hanssen en casos de espionaje.
Como republicano, se postuló para alcalde de Nueva York en 1989, pero perdió contra Rudy Giuliani. En asuntos israelíes, fue un seguidor del partido Likud, enlazado fuertemente con Benjamin Netanyahu."
En 1998, el Primer ministro israelí Benjamin Netanyahu le solicitó empezar las negociaciones con el dirigente sirio Hafez al-Asad que continuaron después de la elección de Ehud Barak. Lauder comunicó una nueva disposición por parte de Asad de comprometerse por la paz de los israelíes en una tierra de paz. Su "Tratado de paz entre Israel y Siria" formó una parte importante de las (finalmente infructuosas) negociaciones israilíes-sirias ocurridas en enero del 2000 en Shepherdstown, West Virginia.
Lauder dirige inversiones de inmuebles y medios de comunicación, incluyendo empresas de medios de comunicación europeas centrales y televisión israelí.  En 2010, Lauder fundó RWL Agua, LLC.
Su hija Jane está casada con Kevin Warsh, un miembro del gabinete de gobernadores de la Reserva Federal.

## Actividades filantrópicas

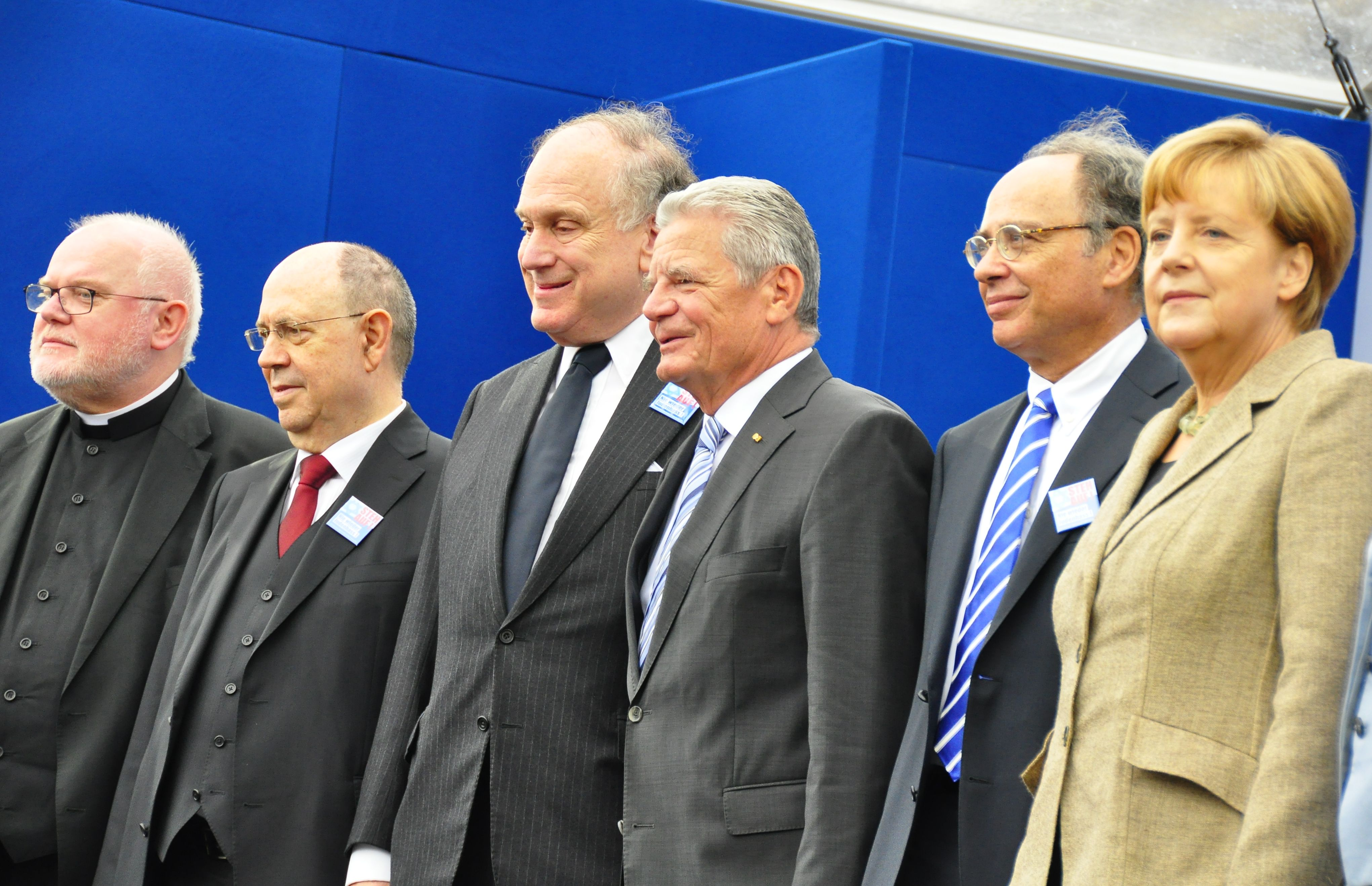
Lauder con dirigentes alemanes en un rally contra el antisemitismo en Berlín, el 14 de septiembre del 2014.

Ha sido implicado en esfuerzos de conservación medioambiental en Long Island y desde el 2000 forma parte de la junta directiva del grupo de conservación Group for the East End. 

### Arte
El 16 de noviembre de 2001, Ronald S. Lauder inauguró la Neue Galerie en Nueva York, ubicada enfrente del Museo Metropolitano de Arte. Está dedicada al arte de Alemania y Austria de principios del siglo XX y tiene entre sus colecciones los mejores trabajos de Egon Schiele.
Es miembro honorario del Fondo de Monumentos Mundial, una organización de Nueva York sin ánimo de lucro con la misión de proteger sitios de patrimonio cultural alrededor del mundo.

### Fundación Ronald S. Lauder
En 1987 creó una fundación cuyo objetivo reconstruir comunidades judías en Europa Central y Oriental. La fundación también apoya programas de intercambio estudiantil entre Nueva York y varias capitales en Europa Central y Oriental.

### Presidente del Congreso judío Mundial
Lauder fue elegido Presidente del Congreso Judío Mundial el 10 de junio de 2007, siguiendo la dimisión de Edgar Bronfman. Al encabezar esta organización mundial ha conocido a diferentes jefes de Estado y gobierno como la canciller alemán Angela Merkel, el Papa Benedicto XVI, el presidente italiano Giorgio Napolitano, el Canciller austríaco Alfred Gusenbauer, el presidente checo Václav Klaus, el Primer ministro húngaro Ferenc Gyurcsány, el Rey Abdullah de Arabia Saudí y Abdullah de Jordania, el presidente suizo Pascal Couchepin, el presidente venezolano Hugo Chávez y el presidente mexicano Enrique Peña Nieto.